# Leonel Pontes
Leonel Pontes da Encarnação, noto semplicemente come Leonel Pontes (Machico, 9 luglio 1972), è un allenatore di calcio portoghese.